# Ieva Dumbauskaitė
Ieva Dumbauskaitė (* 7. September 1994 in Klaipėda) ist eine litauische Beachvolleyballspielerin.

## Karriere

### Jugend und Junioren
Dumbauskaitė hatte ihren ersten internationalen Auftritt bei der U18-Europameisterschaft 2010 in Porto. Dort belegte sie mit Ieva Kazuraitytė den 13. Platz. Im gleichen Jahr trat das Duo bei der Junioren-Weltmeisterschaft in Alanya an. Von 2011 bis 2018 spielte die in Klaipėda geborene Athletin international mit Monika Povilaitytė. Im ersten gemeinsamen Jahr wurde das Beachvolleyballpaar Neunter der Jugend-WM in Umag, Kroatien. Nach einem weiteren neunten Platz bei der U20-EM in Tel Aviv gewannen die Litauerinnen vor heimischem Publikum die U18-EM in Vilnius. 2012 wurden sie U19-Weltmeisterinnen in Larnaka auf Zypern, gewannen die Bronzemedaille bei der Beach-Europameisterschaft der unter Zwanzigjährigen in Hartberg und belegten den neunten Platz bei der U23-EM. In der folgenden Saison wurden sie Neunte bei der Weltmeisterschaft der unter 23-Jährigen sowie Fünfte bei der U21-WM. Auf europäischer Ebene erreichten die beiden das Halbfinale bei den unter Zwanzigjährigen und den neunten Rang bei den bis zu zwei Jahren älteren Sportlerinnen. Wiederum in Larnaka standen 2014 sie im Finale der U21-Weltmeisterschaft und wurden jeweils Neunte bei der U22-EM und der U23-WM. Bei ihrer letzten Juniorenmeisterschaft im folgenden Jahr gewannen sie noch einmal die Bronzemedaille bei der U22-EM in Macedo de Cavaleiros.

### Erwachsene
2012 schieden Monika Povilaitytė und Ieva Dumbauskaitė bei der EM in Scheveningen ebenso sieglos nach der Vorrunde aus wie bei der WM 2013 in Stare Jabłonki, der Beach-EM 2013 in Klagenfurt und der 2014 in Cagliari. Eine Saison später wurden die beiden baltischen Sportlerinnen Dritte bei den Europaspielen und gewannen im gleichen Jahr zwei Begegnungen in der Vorrunde der Beach-EM, die wiederum in Klagenfurt stattfand. Dies waren ihre ersten Siege überhaupt bei kontinentalen oder Weltmeisterschaften im Erwachsenenbereich. Weitere beachtenswerte Ergebnisse der beiden Athletinnen waren Bronzemedaillen bei zwei Zwei-Sterne-Veranstaltungen 2017, die litauische Meisterschaft und ein neunter Rang bei einem Drei-Sterne-Event im gleichen Jahr sowie der Sieg bei den Europameisterschaften im Snowvolleyball in der folgenden Saison.
Mit ihren weiteren Partnerinnen erreichte Dumbauskaitė keine weiteren größeren internationalen Erfolge. Mit Gerda Grudzinskaitė gewann sie immerhin zwei litauische Meisterschaften, wurde Dritte beim Future auf Ios und belegte bei der Europameisterschaft 2022 in München nach einem Sieg über Walentyna Dawidowa und Diana Lunina aus der Ukraine und dem folgenden Aus in der ersten K.o.-Runde den geteilten siebzehnten Rang.